# مکتبی شیرازی
مکتبی شیرازی از شاعران معروف شیراز در اواخر قرن نهم و نیمه اول قرن دهم هجری قمری است. او در «مسجدبردی» در شش کیلومتری غرب شیراز (قصرالدشت) زاده شد و در مدارس شیراز سال‌ها به تحصیل دانش و فنون ادب پرداخته و سپس در زادگاه خود به مکتب‌داری مشغول شده و از این جهت تخلص خود را مکتبی گذاشته است. او به خراسان و هندوستان سفر کرد، در بازگشت به عربستان رفت و از صحرای نجد گذشت. از آثار او منظومه لیلی و مجنون که در سال ۸۹۵ هجری قمری به تقلید از نظامی سروده شده است شهرت دارد. مثنوی دیگری از او در حدود ۱۲۰۰ بیت در تفسیر کلمات قصار علی بن ابیطالب در دست است. آثار دیگری نیز به وی نسبت داده‌اند. آرامگاه مکتبی در محل مکتب‌خانه خود در قصرالدشت شیراز قرار دارد .

## لیلی و مجنون
| ای بر احدیتت ز آغاز        |  | خلق ازل و ابد هم‌آواز        |
| ای سایه مثال‌گاه بینش       |  | در حکم وجودت آفرینش         |
| ای کالبدآفرین جان‌ها        |  | گوهرکش رشته بیان‌ها          |
| ای برتر از آن‌که دیده جوید  |  | یا نطق زبان‌بریده گوید       |
| نه از گنه منت زیان بود     |  | نه باشدت از عذاب من سود     |
| هر نیک و بدی که در نوا بود |  | نیک از تو و بد ز فعل ما بود |

| مکتبی صبر کن به هر سوزی |  | کز پی هر شبی بود روزی     |
| آفرینندهٔ خزان و بهار    |  | نوش با نیش ساخت گل با خار |
| راحت اندر مقابل رنج است |  | اژدها در مقابل گنج است    |
| هر غمی سر به شادیی دارد |  | هر جبل ره به وادیی دارد   |